# Stearns (Kentucky)
Stearns es un lugar designado por el censo ubicado en el condado de McCreary en el estado estadounidense de Kentucky. En el Censo de 2010 tenía una población de 1416 habitantes y una densidad poblacional de 134,83 personas por km².

## Geografía
Stearns se encuentra ubicado en las coordenadas 36°41′40″N 84°28′28″O / 36.69444, -84.47444. Según la Oficina del Censo de los Estados Unidos, Stearns tiene una superficie total de 10.5 km², de la cual 10.41 km² corresponden a tierra firme y (0.86%) 0.09 km² es agua.

## Demografía
Según el censo de 2010, había 1416 personas residiendo en Stearns. La densidad de población era de 134,83 hab./km². De los 1416 habitantes, Stearns estaba compuesto por el 98.31% blancos, el 0% eran afroamericanos, el 0.28% eran amerindios, el 0.07% eran asiáticos, el 0.07% eran isleños del Pacífico, el 0% eran de otras razas y el 1.27% pertenecían a dos o más razas. Del total de la población el 0% eran hispanos o latinos de cualquier raza.